# Daniela Graf
Daniela Graf (* 11. September 1982 in Kandel) ist eine deutsche Profi-Kickboxerin.

## Wirken
Mit dem Boxen hat Graf mit 15 Jahren im Jahre 1998 in Karlsruhe im Bulldog Gym begonnen, wo einst auch Regina Halmich trainierte. Ihre Wahlheimat ist seit dem 19. Lebensjahr Karlsruhe.
In ihrer Amateurzeit von 1998 bis 2000 bestritt sie 20 Kämpfe, von denen sie 19 gewinnen konnte. Ebenfalls in dieser Zeit, konnte sie im Dezember 2000 den Europa-Titel „Shooting Star“ in der Gewichtsklasse bis 52 kg gewinnen. Der Kampf fand gegen Viktoria Milo statt, die auch einen WM-Kampf gegen Regina Halmich bestritt.
Am Ende ihrer Amateurzeit wurde Graf öfters als Sparringspartnerin für die damalige Weltmeisterin Daisy Lang – bei Universum Box-Promotion – eingeladen. Ebenfalls in dieser Zeit konnte sie im Karlsruher Gym öfters die Möglichkeit nutzen, mit Regina Halmich zu trainieren. 2001 wechselte sie in das Boxer-Profilager. In den Folgejahren hatte sie Kämpfe im In- und Ausland, so unter anderem im Jahr 2005 auch einen Titelkampf gegen die Weltmeisterin Julia Sahin. 2006 folgte in Hamburg ein Titelkampf um die Deutsche Meisterschaft gegen die Weltmeisterin Susi Kentikian.
Anschließend zog sie sich vom Profiboxen zurück und legte eine Schaffenspause ein. Sie wechselte die Sportart und trainierte Kickboxen. Bei ihrem ersten Turnier in der für sie neuen Sportart erlangte Graf den Titel der Internationalen Deutschen Meisterin im K-1.
In den Folgejahren bestritt sie wieder Profikämpfe im In- und Ausland. Hierbei konnte sie von 29 Kämpfen 24 gewinnen und ging bei zwei Kämpfen mit einem Unentschieden aus dem Ring.
Ihre Titel im Profibereich
- 2014: Europameisterin nach K-1-Regeln bis 60 kg WKU
- 2015: Weltmeisterin im Full Muay Thai bis 52,5 kg WKU[1]
- 2016: Europameisterin nach K-1-Regeln bis 57 kg ISKA

Im Mai 2016 hat Daniela Graf als erste deutsche Kämpferin einen Vertrag bei der Kickbox Organisation Glory unterschrieben.
Ihr erster Kampf für Glory soll am 10. September 2016 im Sun National Bank Center vor etwa 8000 Zuschauern in New Jersey gegen Zoila Frausto stattfinden.